# Eulepte
Eulepte és un gènere d'arnes de la família Crambidae.

## Taxonomia
- Eulepte alialis (Guenée, 1854)
- Eulepte anticostalis (Grote, 1871)
- Eulepte concordalis Hübner, 1825
- Eulepte gastralis (Guenée, 1854)
- Eulepte inguinalis (Guenée, 1854)
- Eulepte vogli Amsel, 1956